# ライアン・シーマン
ライアン・エリック・シーマン（Ryan Eric Seaman、1983年9月23日 - ）は、アメリカ合衆国のドラマー。かつてはアイ・アム・ゴースト、フォーリング・イン・リヴァース、アイ・ドント・ノウ・ハウ・バット・ゼイ・ファウンド・ミーのメンバーとして活動していた。

## 経歴

### 2002年 - 2011年
2002年、ジ・アイライナーズにサポート・ドラマーとして参加し、同年に出演した『ヴァンズ・ワープド・ツアー』で初のライブ演奏を行なう。
2005年にアイ・アム・ゴーストに加入し、2006年10月10日にフル・アルバム『ラヴァーズ・レクイエム』でデビュー。2007年にアイ・アム・ゴーストを脱退し、その後ザ・ブロベックスのダロン・ウィークスと出会う。翌年にザ・ブロベックスに加入した。2009年初頭にザ・ビガー・ライツに加入し、EP『Fiction Fever EP』とフル・アルバム『The Bigger Lights』の2作に参加した後、2011年に脱退。このほか、マイ・フェイヴァリット・ハイウェイ、ヴァンナなどのツアー・メンバーも務めた。

### フォーリング・イン・リヴァース（2011年 - 2017年）

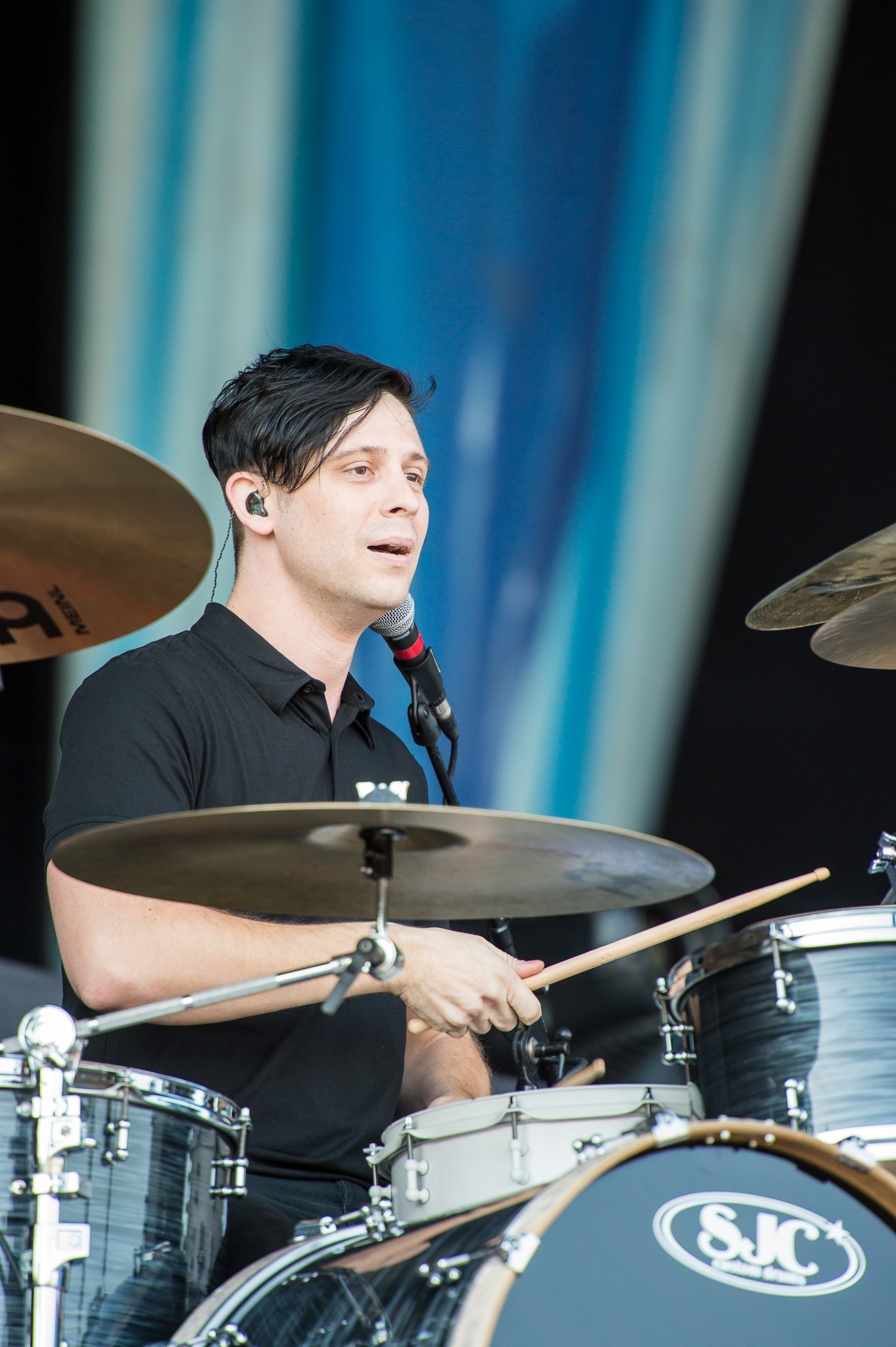
2014年のシーマン

2011年5月下旬、フォーリング・イン・リヴァースに加入。7月26日にエピタフ・レコードから発売されたデビュー・スタジオ・アルバム『The Drug in Me Is You』は、4月にレコーディングが完了しておりシーマンは参加していないが、アルバムのクレジットにはドラマーとしてシーマンの名前が掲載されている。
2017年4月10日、4作目のスタジオ・アルバム『Coming Home』が発売される。同作が発売される前後でシーマンがバンドと決別したという噂が広まった。これ以降に発表された作品や開催されたツアーには参加していない。

### アイ・ドント・ノウ・ハウ・バット・ゼイ・ファウンド・ミー（2016年 - 2023年）

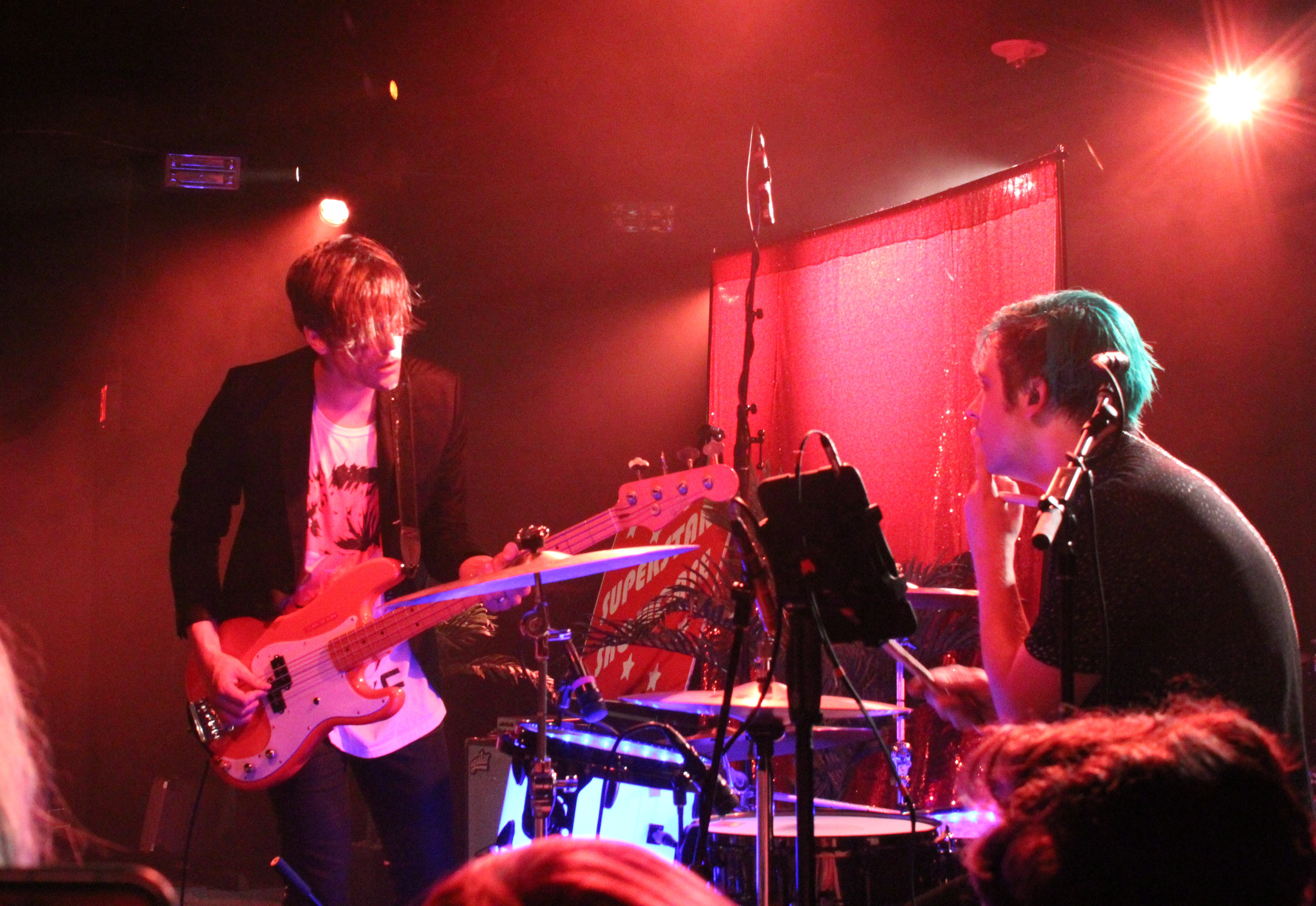
2018年6月の公演にて

パニック!アット・ザ・ディスコとの活動と並行して制作されたウィークスの楽曲の録音作業に参加し、これがアイ・ドント・ノウ・ハウ・バット・ゼイ・ファウンド・ミーとしての活動につながった。2016年12月6日に開催された『Emo Nite Los Angeles' 2-year anniversary』にウィークスとともに事前告知なく出演。この翌日にさまざまな媒体でウィークスとシーマンの「新しいサイド・プロジェクト」について言及され、以降もイベントでの写真や映像が出回ったものの、2人はしばらくの間「それぞれの知名度や在籍しているバンドとの結びつきを利用したくない」という理由からこのプロジェクトの存在を否定した。
2018年11月9日、フィアレス・レコードから発売されたEP『1981 Extended Play』でデビューし、『ビルボード』誌のHeatsekers Albumsで第1位を獲得した。
2023年9月17日、ウィークスが公式SNSでバンドがコンコード・レコードと契約したことと、シーマンが「一連の裏切り行為」により脱退することを発表。

### その他の活動歴
2014年11月に発売されたウィークスのクリスマスソング「Sickly Sweet Holidasy」にドラムで参加。この2年後に発売されたウィークスのクリスマスソング「Please Don't Jump (It's Christmas)」にもドラムで参加した。
2017年夏、アイコン・フォー・ハイアーのツアーに参加。
2020年、ザ・ジュリアナ・セオリーのシングル曲「Can't Go Home」にドラムで参加。
2024年3月、ブレンダン・ショルツ（ギター/ボーカル）やジャレッド・クーパー（ベース）とともにマーシー・ミュージック（Mercy Music）を始動。

## 人物
8歳の時にドラムの演奏を始め、父親からすすめられたビートルズをきっかけにドラマーを志すこととなった。
ソルトレイクシティで過ごしていた11歳の頃は、グリーン・デイをはじめとしたパンク・ロックに傾倒して、学校から帰宅するとレコードを再生しながら演奏する毎日を送っていた。

## 参加作品
アイ・アム・ゴースト
- ラヴァーズ・レクイエム（2006年）

ザ・ビガー・ライツ
- The Bigger Lights（2010年）
- Battle Hymn（2011年）

フォーリング・イン・リヴァース
- Fashionably Late（2013年）
- Just Like You（2015年）
- Coming Home（2017年）

ダロン・ウィークス
- Xmas Jambz（2015年）

エイデン
- Aiden（2016年）

アイ・ドント・ノウ・ハウ・バット・ゼイ・ファウンド・ミー
- 1981 Extended Play（2018年）
- Christmas Drag（2019年）
- Razzmatazz（2020年）

## 受賞歴
| 年   | 賞                                             | カテゴリ            | 結果       | 注     |
| ---- | ---------------------------------------------- | ------------------- | ---------- | ------ |
| 2012 | オルタナティヴ・プレス読者投票                 | Drummer of the Year | 受賞       | [ 38 ] |
| 2013 | オルタナティヴ・プレス・ミュージック・アワード | 最優秀ドラマー賞    | ノミネート | [ 39 ] |